# Monumenta Liturgica Concilii Tridentini
Die Monumenta Liturgica Concilii Tridentini sind ein liturgiewissenschaftliches Unternehmen, das die im Anschluss an das Konzil von Trient amtlich veröffentlichten liturgischen Bücher des Römischen Ritus der Forschung in Form von Faksimile-Nachdrucken mit Erläuterungen zugänglich macht. 
Das von der Libreria Editrice Vaticana (Vatikanstaat) verlegte Corpus umfasst die folgenden Bände: 
- Manlio Sodi, Achille Maria Triacca (Hrsg.): Pontificale Romanum; Editio Princeps (1595–1596); Città del Vaticano, 1997.
- M. Sodi, A.M. Triacca (Hrsg.): Missale Romanum. Editio Princeps (1570); Città del Vaticano, 1998; ISBN 88-209-2547-8.
- M. Sodi, A.M. Triacca (Hrsg.): Breviarium Romanum. Editio Princeps (1568); Città del Vaticano, 1999.
- A.M. Triacca, M. Sodi (Hrsg.):  Caeremoniale Episcoporum; Editio Princeps (1600); Città del Vaticano, 2000.
- M. Sodi, J.J. Flores Arcas (Hrsg.): Rituale Romanum; Editio Princeps (1614); Città del Vaticano, 2004.
- M. Sodi, R. Fusco (Hrsg.): Martyrologium Romanum; Editio Princeps (1584); 2005.

Siehe auch: Tridentinischer Ritus.